# Megyaszó
Megyaszó község Borsod-Abaúj-Zemplén vármegyében, a Szerencsi járásban.

## Fekvése
A Hernád mellett fekszik, a folyó bal parti oldalán.
A szomszédos települések: észak felől Szentistvánbaksa (4 kilométerre), északkelet felől Monok (13 kilométerre), délkelet felől Legyesbénye (8 kilométerre), dél felől Újharangod (Gesztely különálló településrésze), nyugat felől pedig Alsódobsza (4 kilométerre). A fentieken túl közigazgatási határa egy-egy rövid szakaszon érintkezik még délkeleten Bekecs és Taktaszada, délnyugaton pedig Újcsanálos területével is, ezen települések azonban távol fekszenek tőle és nincs is velük közvetlen közúti kapcsolata. A legközelebbi város a 12 kilométerre fekvő Szerencs.

### Megközelítése
A település központja csak közúton közelíthető meg, Gesztely és Szerencs felől a 3702-es, Gesztely-Újharangod felől a 3722-es, Hernádkércs-Szentistvánbaksa felől pedig a 3727-es úton.
Újvilágtanya nevű, különálló külterületi településrésze a 3722-es út mentén fekszik, csak arról érhető el. Ez utóbbi út felől közelíthető meg a falu horgásztava is, melyet a Harangod-patak duzzasztásával hoztak létre.
Határszélét délen érinti még a 3605-ös és a 3723-as út is.
Közösségi közlekedéssel a település Miskolc és Szerencs irányából is jól megközelíthető, a Volánbusz 3730-as járatával.

## Története
A terület  már az őskorban is lakott volt. Innen származó leleteket még a British Museumban is őriznek. I. István idejében temploma is állt.

## Népesség
A település népességének változása:
| Lakosok száma | 2711 | 2714 | 2711 | 2589 | 2516 | 2577 | 2544 |
|               | 2013 | 2014 | 2015 | 2021 | 2022 | 2023 | 2024 |

2001-ben a település lakosságának 81%-a magyar, 19%-a cigány nemzetiségűnek vallotta magát.
A 2011-es népszámlálás során a lakosok 92,2%-a magyarnak, 11,2% cigánynak mondta magát (7,7% nem nyilatkozott; a kettős identitások miatt a végösszeg nagyobb lehet 100%-nál). A vallási megoszlás a következő volt: római katolikus 31,6%, református 48,3%, görögkatolikus 1,9%, felekezeten kívüli 4,2% (13,1% nem válaszolt).
2022-ben a lakosság 92,3%-a vallotta magát magyarnak, 10,4% cigánynak, 0,2% németnek, 0,1% románnak, 1,4% egyéb, nem hazai nemzetiségűnek (7,4% nem nyilatkozott; a kettős identitások miatt a végösszeg nagyobb lehet 100%-nál). Vallásuk szerint 15,9% volt római katolikus, 35,2% református, 1,7% görög katolikus, 0,4% egyéb keresztény, 0,1% evangélikus, 16,2% felekezeten kívüli (28,8% nem válaszolt).

## Közélete

### Polgármesterei
- 1990–1994: Gecső Gyula (független)[6]
- 1994–1998: Gecső Gyula (független)[7]
- 1998–2002: Csáki Barnabás (független)[8]
- 2002–2006: Csáki Barnabás (független)[9]
- 2006–2010: Csáki Barnabás (független)[10]
- 2010–2014: Csáki Barnabás (független)[11]
- 2014–2019: Hajdú Istvánné (független)[12]
- 2019–2024: Hajdú Istvánné (független)[13]
- 2024– : Király Péter (független)[1]

## Látnivalók
- református templom (gótikus, 13–14. század)
- római katolikus templom
- tájház
- parasztházak
- horgásztó (megyaszói víztározó)
- pincefalu
- megyaszó felirat

## Híres szülöttei
- Mészáros Lőrinc (1466–1514) a Dózsa György-féle parasztfelkelés egyik vezetője
- Tóth Soma (1830-1886) színész itt született.
- Borszéky Frigyes (1880–1955) festőművész, keramikus.
- Orosz István (1949) színész, forgatókönyvíró, rendező.